# ヒートショック現象
ヒートショック現象（ヒートショックげんしょう、英: heat shock response）とは、住環境における急激な温度変化によって血圧が乱高下したり脈拍が変動する現象。

## 概説
一般で使われている用語としては、ヒートショックとは急激な温度変化により身体が受ける影響のことである。
比較的暖かいリビングからまだ冷たい浴室、脱衣室、トイレなど、温度差の大きいところへ移動すると、身体が温度変化にさらされて血圧が急変するため、脳卒中や心筋梗塞などを引き起こすおそれがある。高血圧や動脈硬化等生活習慣病の持病がある人がその影響を受けやすい傾向があり、なかでも高齢者は特に注意が必要とされる。
このようなヒートショックの要因となる住環境のリスクは「暖差リスク」とも呼ばれ、特に冬期は住宅内の温度差が大きくなるため、注意が必要である。
日本の入浴中の急死者数は、他の世界各国に比べて高いとされ、その理由は浴室と脱衣室の温度差であるのではないかと考えられている。日本で年間累計1万人以上がヒートショックが原因で死亡しているといわれ、室内における高齢者の死因の4分の1を占める、ともされている。実際に、2011年の1年間で約17,000人もの人々がヒートショックに関連した入浴中に浴槽で溺死をしたと推計され、その死亡者数は交通事故による死亡者数（4611人）をはるかに上回る。そのうち14,000人ほどが高齢者だと考えられている。東京23区では2019年、1,402人が浴室でヒートショックにより死亡した。月別で見ると1月が最も多く（294人）、2、11、12月を合わせた冬季で839人に上った。

## ヒートショック対策方法
住宅内を移動した際の急激な温度変化による影響を防ぐためには、住宅内の温度差（温度勾配）を小さくすることが推奨される。
高断熱・高気密住宅
家の構造自体を外断熱等で保温性の高いものにして、外気温の影響を受けにくくする。
脱衣所や浴室、トイレへの暖房器具設置で断熱改修
ただし、お湯や水を大量に使う場所であるので、感電事故にならないよう、浴室での暖房器具は、浴室暖房（または浴室床暖房等）を使うことが望ましい。
シャワーによるお湯はり
蛇口ではなくシャワーを使うことでお湯を拡散させ、浴室全体を温める。
風呂マット使用
床の冷たさによるヒートショックを防止する
夕食前・日没前の入浴
外気温が比較的高い日中に入浴し、浴室と脱衣所の温度差を少なくする。